# Вулкан на Карпински
Вулканът на Карпински е действащ стратовулкан, представляващ група слети вулканични конуси на Северните Курилски острови, в Сахалинска област на Русия. Той е най-южният от поредицата вулкани на остров Парамушир и е част от хребета на Карпински. На около 80 км от него е изграден град Северо-Курилск.
Вулканът носи името на Александър Карпински, руски геолог, президент на Руската академия на науките.

## Описание
Височината на вулкана е 1345 м., а диаметърът на основата – 15 км. Състои се от два, почти слети, вулканични конуса, с по един кратер на всеки. Вулканът има обширна калдера с диаметър 5 км и дълбочина около 700 м. На вътрешната страна на източния склон, на надморска височина 1100 – 1200 м. се намира маар, плитък експлозивен кратер със стръмни стени, заобиколен от тефра. Отличава се с многочислени, интензивно действащи солфатари.
На външната страна на източния склон на калдерата, на височина 1200 м. са разположени два полегати, неголеми конуса, формирани през късния плейстоцен или началото на холоцена. На първия има активен кратер с фумароли и вътрешен конус с подковообразна форма. Той също проявява солфатарна активност, в процеса на която се образуват фонтани от течна сяра с височина до 2 м и температура до 80 °С. Те образуват серни конуси, достигащи до 5 м. височина. Склоновете му са прорязани от древни ледникови кари и циркуси. По склоновете на втория конус се спускат потоци от застивала андезито-базалтова лава.
Вулканът на Карпински е съставен от андезитови и андезит-базалтови скални породи. Според изследователите формирането на вулкана е приключило през късния плейстоцен и началото на холоцена.

## Съвременно състояние
Единственото познато изригване на вулкана е засвидетелствано на 5 ноември 1952 г. Проявява се във вид на слаби, единични взривове. Изблици на солфатарна активност се наблюдават през 1846, 1953, 1973 и 2004 г. Днес в кратерите и по склоновете му се наблюдава фумаролна и термална активност.
В случай на мощно изригване потенциална опасност представляват главно лавовите потоци и изхвърлените облаци от вулканична пепел. В този случай са застрашени град Северо-Курилск на 80 км от Вулкана на Карпински и селището от градски тип Озерновски, разположено на 165 км, на Камчатка. Над вулкана се провежда спътников мониторинг.